# Platepistoma nanum
Platepistoma nanum is een krabbensoort uit de familie van de Cancridae. De wetenschappelijke naam van de soort is voor het eerst geldig gepubliceerd in 1991 door Davie.